# Zoltán Szilágyi
Zoltán Szilágyi (n. 13 noiembrie 1933, Nireș, România – d. 5 iunie 2019) a fost un deputat român în legislaturile 1990-1992 și 1992-1996, ales în județul Bistrița-Năsăud pe listele partidului UDMR. Zoltán Szilágyi a fost validat pe data de 14 ianuarie 1992, când l-a înlocuit pe deputatul Ioan Szilágy.  Profesor de istorie aflat la pensie, Szilágyi a scris două cărți despre minoritățile naționale din zona Bistriței și a Năsăudului. Are doi băieți: Szabolcs-Zoltán (n.1966) este doctor inginer fizician, iar Csaba-Zsolt (n.1973) este economist licențiat.